# Kanton Souillac
Der Kanton Souillac ist seit 1790 ein französischer Wahlkreis im Arrondissement Gourdon im Département Lot in der Region Okzitanien; sein Hauptort ist Souillac.

## Gemeinden
Der Kanton besteht aus 18 Gemeinden mit insgesamt 9910 Einwohnern (Stand: 1. Januar 2022) auf einer Gesamtfläche von 307,92 km²:
| Gemeinde           | Einwohner 1. Januar 2022 | Fläche km² | Dichte Einw./km² | Code INSEE | Postleitzahl |
| ------------------ | ------------------------ | ---------- | ---------------- | ---------- | ------------ |
| Calès              | 165                      | 34,23      | 5                | 46047      | 46350        |
| Fajoles            | 313                      | 8,98       | 35               | 46098      | 46300        |
| Gignac             | 683                      | 40,66      | 17               | 46118      | 46600        |
| Lacave             | 264                      | 21,19      | 12               | 46144      | 46200        |
| Lachapelle-Auzac   | 796                      | 31,34      | 25               | 46145      | 46200        |
| Lamothe-Fénelon    | 318                      | 13,99      | 23               | 46152      | 46350        |
| Lanzac             | 571                      | 14,62      | 39               | 46153      | 46200        |
| Le Roc             | 208                      | 6,95       | 30               | 46239      | 46200        |
| Loupiac            | 273                      | 12,65      | 22               | 46178      | 46350        |
| Masclat            | 356                      | 10,02      | 36               | 46186      | 46350        |
| Mayrac             | 256                      | 7,86       | 33               | 46337      | 46200        |
| Meyronne           | 264                      | 8,04       | 33               | 46192      | 46200        |
| Nadaillac-de-Rouge | 170                      | 7,73       | 22               | 46209      | 46350        |
| Payrac             | 666                      | 19,50      | 34               | 46215      | 46350        |
| Pinsac             | 771                      | 19,69      | 39               | 46220      | 46200        |
| Reilhaguet         | 151                      | 15,96      | 9                | 46236      | 46350        |
| Saint-Sozy         | 486                      | 8,59       | 57               | 46293      | 46200        |
| Souillac           | 3.199                    | 25,92      | 123              | 46309      | 46200        |
| Kanton Souillac    | 9.910                    | 307,92     | 32               | 4617       | –            |

Bis zur landesweiten Neuordnung der französischen Kantone im März 2015 gehörten zum Kanton Souillac die neun Gemeinden Gignac, Lacave, Lachapelle-Auzac, Lanzac, Mayrac, Meyronne, Pinsac, Saint-Sozy und Souillac. Sein Zuschnitt entsprach einer Fläche von 117,91 km2. Er besaß vor 2015 einen anderen INSEE-Code als heute, nämlich 4628.